# خانه مشروطه (اردبیل)
خانه قاجاری اسماعیل بیگ متعلق به اسماعیل بیگ شیروانی کاردار فرهنگی سفیر روس در اردبیل و تاجر اهل اردبیل در جریان قحطی سال ۱۳۲۷ قمری که با محاصره این خانه توسط قشون روس که مأمن مردم بوده‌است توسط حاج باباخان اردبیلی سیاستمدار و همرزم ستارخان سردار ایرانی در دوره جنبش مشروطه آزاد شده‌است در همایش ملی ثبت میراث فرهنگی کشور در بندر ماهشهر در آذر ۱۳۹۸ با موافقت کارشناسان دفتر ثبت آثار تاریخی ایران در فهرست آثار ملی کشور به ثبت رسید.

## بی توجهی به بازگشایی خانه مشروطه
- مرتضی طالع ماسوله ، رئیس دبیرخانه شورای عالی میراث فرهنگی، صنایع دستی و گردشگری کشور در همایش سالانه اعطای نشان شاه اسماعیل صفوی می گوید:

کتاب تاریخ مشروطه نوشته احمد کسروی نیز حق شهر اردبیل را ادا نکرده است. دو رویداد چشمگیر تاریخی سیاسی در اردبیل به ثبت رسیده که یکی تشکیل حکومت ملی صفوی است.شاه اسماعیل صفوی با وجود اینکه یک پادشاه ۱۳ ساله بود در بیرون راندن ازبک ها از کشور نقش قابل توجهی ایفا کرد.واقعه مهم دیگر  مشروطیت است که در کتاب سخنوران آذربایجان نویسندگان این کتاب پرداخت کافی در خصوص بانیان این واقعه ندارند و این در حالی است که از اردبیل ، حاج باباخان اردبیلی فعالیت های مشروطه خواهی خود را آغاز و نسبت به روشن گری اردبیلی ها اقدام کرد.  تهران، رشت و اردبیل سه مثلث اساسی مشروطه می باشد و ضروری است مورخان به تبیین و بازخوانی هویت و تاریخ این شهر بپردازند.در عین حال پرداخت تاریخی باید طوری باشد تا مردم ایران نیز به نقش کلیدی اردبیل در واقعه مشروطه پی ببرند..

- خبرگزاری فارس در راستای بی توجهی مسئولین فرهنگی اردبیل به موضوع مشروطه و حاج باباخان اردبیلی می نویسد:

پس از گذشت ۹۵ سال از شهادت مجاهد نستوه عصر مشروطه اردبیل همچنان برای معرفی این شخصیت اقدامات اساسی انجام نگرفته است.
به جهت نقش تاثیرگذار و مهم اردبیل در مشروطیت، این روزها نبود موزه مشروطه  نیز در این کهن شهر به معنای واقعی احساس می‌شود چرا که شهرهای هم تراز اردبیل برای زنده نگه داشتن نام و یاد مشروطه خواهان کارهای اساسی انجام داده‌اند اما در کهن شهر اردبیل فعلا اقدام مناسبی انجام نشده است.
موزه ها که می‌توانند تاثیرگذارترین نقش برای شناساندن تاریخ و فرهنگ غنی هر منطقه داشته باشند اما با وجود خانه‌های تاریخی فراوان در این کهن شهر گویا قرار نیست فعلا مورد توجه قرار بگیرند و از جهتی این امر مطالبه مردم و همت مسوؤلان شهر را می‌طلبد تا در آینده نزدیک اردبیل نیز به مانند دیگر شهرهای موثر در مشروطیت صاحب موزه ای با ارزش باشد. 